# Innviertler Zeche
Die Innviertler Zechen waren (und sind teilweise heute noch) traditionelle Kameradschaften junger, lediger Bauernburschen im Innviertel und in angrenzenden Gebieten. Die Bezeichnung „Zeche“ leitet sich dabei von „zechen“ im Sinne von tafeln oder trinken im Wirtshaus ab. Danach muss der Gast seine Zeche bezahlen, sonst beginge er Zechprellerei. Eine weitere zentrale Bedeutung von „Zeche“ bezog sich auf eine „Gesellschaft zu gemeinschaftlichen Zwecken“, hier eben auf eine Gemeinschaft zechender Personen (Tischgesellschaft) im Wirtshaus, die nach einer Zeche zusammenzahlen („zammzoin“), also die Zeche gemeinsam bezahlen.
Mitglied einer Zeche konnten ledige Burschen nach der Schulzeit werden. Meist waren die Zechenmitglieder unter 40 Jahre alt, auf alle Fälle endete die Zugehörigkeit mit der Heirat (Ausnahmen scheint es nach dem Zweiten Weltkrieg gegeben zu haben, als Ältere gebraucht wurden, um die Zechenkultur wieder zu beleben). Mit dem Eintritt in die Zeche (Initiation) sowie mit dem Abschied bei der Hochzeit waren bestimmte Rituale verbunden. Das Kerngebiet der Verbreitung der Zechen war das Innviertel, wenngleich auch in Einzelfällen außerhalb dieses Gebietes Zechen belegt sind (nördliches Salzburger Land, Großarltal, Mühlviertel, Südböhmen), auch in Ober- und Niederbayern sind Zechen belegt, wenngleich mit wesentlich geringerer Dichte als im Innviertel. Auch wenn nur Burschen Mitglieder einer Zeche sein konnten, so nahmen doch auch „Zechmenscher“ (Mädchen) regelmäßig an den Zechgeselligkeiten teil. Diese rekrutierten sich aus dem Kreis der Schwestern oder Freundinnen der Zechenmitglieder, bisweilen waren auch besonders gute Sängerinnen gern gesehen.

## Geschichte
Sieht man von historischen Vorbildern ab (Zechen im Sinne von Kirchenpflegschaften sind seit Mitte des 12. Jahrhunderts belegt, auch als Form der Handwerkszünfte sind Zechen  nachgewiesen), so bestehen Zechen seit dem 19. Jahrhundert. In dem Zechenbuch des Oberösterreichischen Volksliederwerkes sind nach dem Zweiten Weltkrieg 302 solche Gruppen aufgezählt, 1939 waren es noch 540. In den 1950er Jahren sind die Zechengruppen weiter stark zurückgegangen, 1979 konnten nur mehr 58 Innviertler-Zechen-Kameradschaften ausgemacht werden, darunter waren aber auch Landler-, Jugendtrachten-, Brauchtums- und Volkstanzgruppen, die eigentlich nur mehr einen Teilaspekt des früheren Zechenlebens beinhalten. Die Zechen in Ober- und Niederbayern haben Mitte der 50er Jahre zu bestehen aufgehört.
Wie schon der Name andeutet, waren die Zechen in der Regel einem Stammwirtshaus verpflichtet. Dieses konnte, musste aber nicht in der Gemeinde liegen, aus der die Zechenmitglieder mehrheitlich stammten. Für die Wahl einer Zechkameradschaft waren eher lebensräumliche, bisweilen auch soziale und wirtschaftliche Gegebenheiten (z. B. Handwerkerzechen) ausschlaggebend. Das Zechenleben spielte sich während der guten Jahreszeit in sog. „Sommerhäuseln“ ab, im Winter im Wirtshaus und in den Bauernstuben.
Zentral für die Zechen war das Gemeinschaftsleben, das sich u. a. im gemeinsamen Singen und Musizieren, in Zechenspielen (meist als eine Art des Improvisationstheaters) sowie im Landlertanzen ausdrückte. Gerade das Landlertanzen war eine zentrale Gruppenaufgabe; jede Zeche hatte ihren eigenen Landler und achtete streng darauf, dass ihr Landla nur ihrer Zeche vorbehalten blieb. Beim Tanzen im Wirtshaus gab es eine strenge Tanzordnung und jede anwesende Zeche  hatte ihre „Eicht“ (= Reihenfolge und Dauer des Antretens einer Zeche). Verstöße gegen die Tanzordnung, verspottende Gstanzl über die Mädchen einer Zeche, das Anrempeln auf dem Tanzboden führten zwangsläufig zu harten Wirtshausraufereien und Saalschlachten. Bekannt ist auch, dass manche Zechenmitglieder sich zu diesem Zweck mit Waffen ausstatteten (als Raufwerkzeuge dienten z. B. Stoßringe, Faustwehren, Nasenschlitzer, Ochsenzeen (= präparierter Rinderpenis) oder Totschläger). Naheliegend gehörten zum Zechenalltag auch Streiche, Unfug und das Liebesleben.
Durch das Zusammenleben in Zechen wurden soziale Bedürfnisse und die Langeweile in der Freizeit bewältigt. In einer Zeit, in der Musik nicht leicht verfügbar (weder Radio noch Musikbox standen zur Verfügung) und die Mobilität eingeschränkt war, wurde eine eigene Kultur geschaffen, bei der sich jeder persönlich engagieren musste, um etwas zu gelten. Angesehen und als Zechmeister gerne gewählt waren dabei Burschen, die musikalisch und tänzerisch begabt waren.
Zudem waren die Zechen unpolitisch, wodurch sie der Zeitgeschichtsschreibung leicht entgehen. Konkurrenz erwuchs ihnen in der Zwischenkriegszeit durch die politischen Organisationen vorwiegend rechter Provenienz (Heimwehr, Landbund, Vaterländische Front) und später auch nationalsozialistischer Ausrichtung (SA, SS, Hitlerjugend); die sozialistischen Bewegungen (Republikanischer Schutzbund) waren zwar ebenfalls vorhanden, als Konkurrenz am Lande aber weniger von Bedeutung.
Der Niedergang der Zechen wurde durch die Zeit vor und während des Zweiten Weltkriegs eingeleitet; die Zwangszugehörigkeiten zu den nationalistischen Organisationen und deren Rituale sowie der Kriegsdienst haben diese ländliche Tradition unterbrochen. In den 1950er Jahren ist dieser Volkskultur durch die Entwicklung der Medien und des Verkehrs der Boden entzogen worden. Persönliche musikalische Kompetenzen waren nicht mehr notwendig, um sich zu unterhalten, und wenn nicht am eigenen Ort, so war anderswo ein Freizeitprogramm erreichbar.
In der Gegenwart wird an mehreren Orten versucht, wieder an die Zechentradition anzuknüpfen. Dies geschieht in Form von Volkstanz- und Brauchtumsgruppen, welche die Landlertänze tradieren, der Wiederbelebung von zechengetragenen, traditionellen Bräuchen oder der Werbung für mundartliches Liedgut. Die Zechen im ursprünglichen Sinn waren aber an eine Geschichtsperiode gebunden, die heute Vergangenheit ist und an die häufig nur mehr in Form folkloristischer Brauchtumspflege erinnert werden kann.
Vereinzelt gibt es noch Zechen in ihrer ursprünglichen Form, wie die Zeche Michlbach und die Zeche Schweigertsreith (beide aus Maria Schmolln), deren Mitglieder ausschließlich junge noch unverheiratete Burschen sind. Die beiden Zechkameradschaften pflegen noch die alten Bräuchtümer wie Landlertanzen, Maschkerer oder Maibaumaufstellen. Auch die Hofmarker Zeche in Kirchdorf am Inn wurde wiederbelebt, sie hat 2017 zum ersten Mal seit 1953 wieder einen Maibaum aufgestellt.